# Wilhelm Werdelmann

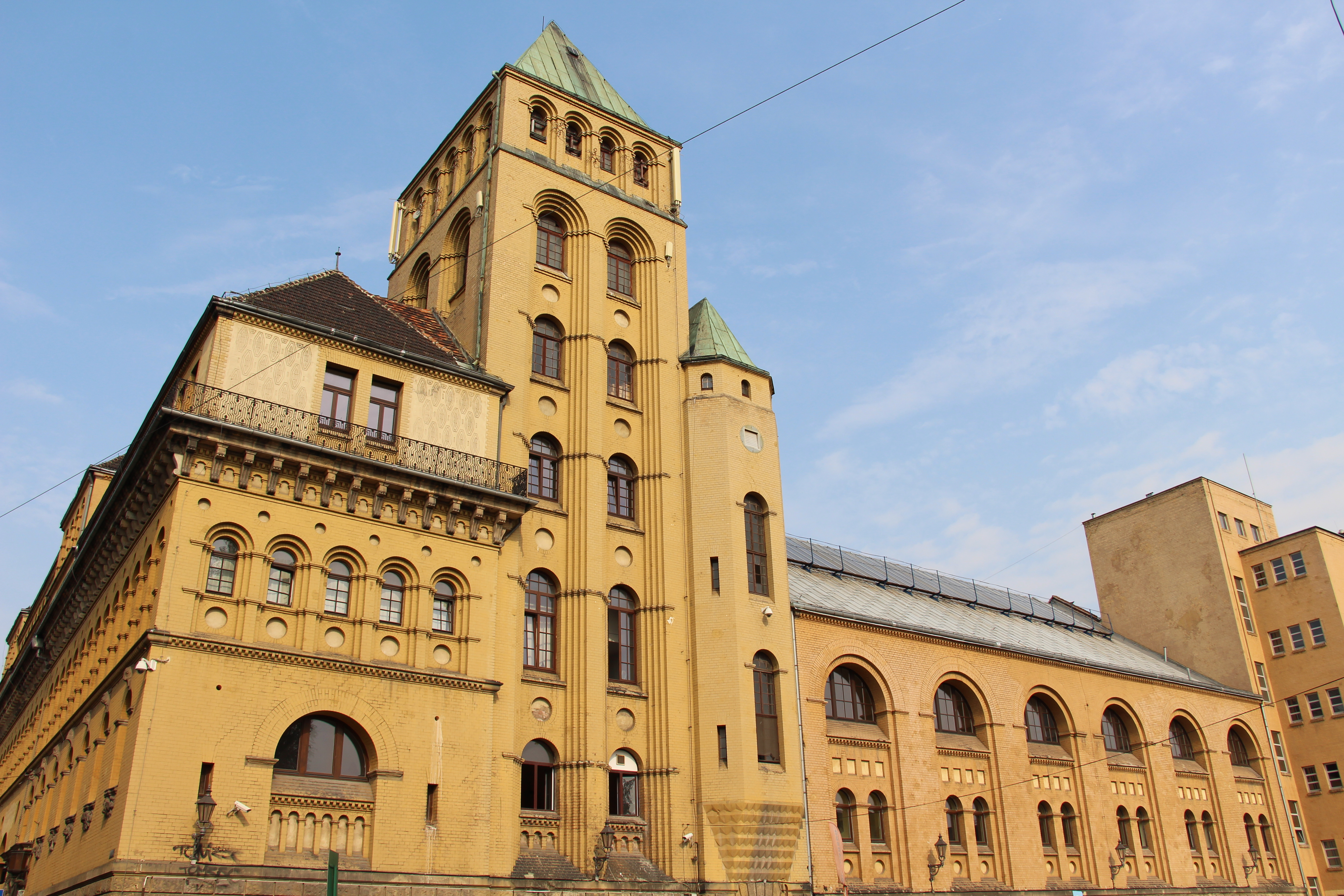
Łaźnia miejska we Wrocławiu, dzieło Wilhelma Werdelmanna

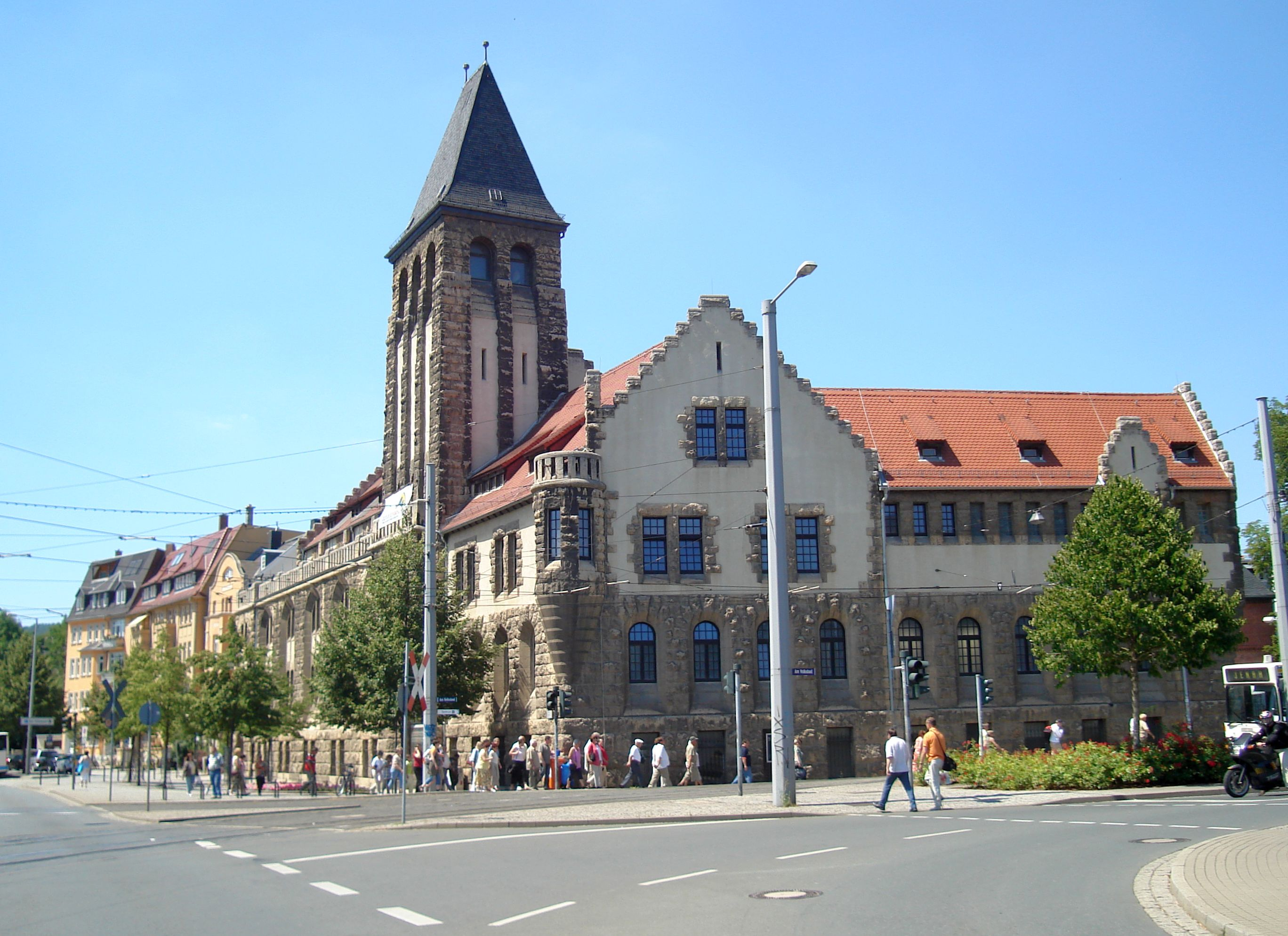
gmach Volksbad w Jenie

Wilhelm Werdelmann (ur. 20 marca 1865, zm. 25 kwietnia 1919 w Barmen, dziś część Wuppertalu) – niemiecki architekt.

## Życiorys
W latach 1885–1886 studiował architekturę na Politechnice w Dreźnie, a następnie w latach 1886–1889 (1890) na Politechnice w Charlottenburgu. W latach 1899–1919 działał głównie we Wrocławiu. W latach 1899–1919 był profesorem Szkoły Rzemiosła i Rzemiosła Artystycznego w Wuppertal-Barmen.

## Projekty i realizacje
Po zakończeniu uczelni wygrał konkurs na istniejący do dziś (choć później rozbudowany) kompleks Łaźni Miejskiej we Wrocławiu, który realizował do 1897.
- W 1897 wykonał projekt na rozbudowę Królewskiej Akademii Sztuk i Rzemiosł Artystycznych[1];
- W 1898 zrealizował projekt pałacyku Wiskotta przy ulicy Podwale 63 we Wrocławiu[1];
- W latach 1907–1908 zrealizował projekt łaźni publicznej w Jenie[1];
- Wojskowy Dom Zdrojowy w Lądku-Zdroju[1];
- 1909-1911 Kościół Lutherkirche w Barmen[1];
- 1913-1914 Kościół Erlöserkirche w Barmen[1].